# Münsterländische Volkszeitung
Die Münsterländische Volkszeitung (MV) ist eine Tageszeitung im Raum Rheine. Sie erscheint im Verlag Altmeppen und wird im Aschendorff Druckzentrum in Münster gedruckt. Sie gehört zur Zeitungsgruppe Münsterland (ZGM), von der sie den Mantel bezieht. Die MV erscheint in Rheine, Neuenkirchen, Wettringen und in Hörstel-Dreierwalde. Redaktionsleiter ist Wolfgang Attermeyer. Politisch gehört das Blatt dem bürgerlich-konservativen Spektrum an. Die verkaufte Auflage beträgt 14.563 Exemplare, ein Minus von 19,6 Prozent seit 1998.
Seit September 2007 betreibt die Münsterländische Volkszeitung einen von der bisherigen Plattform westline.de unabhängigen Internetauftritt für Rheine und das Münsterland. Im Dezember 2014 brachte das Medienhaus das Produkt MV digital mit den verschiedenen Nachrichten-Angeboten MV online, MV ePaper und MV app sowie den Themenportalen MV immo und MV jobs auf den Markt.

## Geschichte
Die Münsterländische Volkszeitung wurde im Jahre 1878 von Joseph Altmeppen gegründet, der unter der Firmenbezeichnung J. Altmeppen u. Co. eine Buchdruckerei mit Verlag ins Leben rief. Die MV erschien zunächst unter dem Titel Rheiner Volksblatt. Dieser wird bis heute als Untertitel beibehalten. Firmengründer Joseph Altmeppen starb, erst 33-jährig, am 19. Mai 1888. Das Unternehmen wurde von den beiden Brüdern Heinrich und Johannes fortgeführt. Seit 1998 leitet Britta Altmeppen-Rekers das Familienunternehmen in vierter Generation.
Anfang des 20. Jahrhunderts war die Münsterländische Volkszeitung, wie sie seit 1906 hieß, die größte Zeitung im Kreis Steinfurt, erschien sogar im südlichen Emsland. Als Folge der Hyperinflation nach dem Ersten Weltkrieg schloss sich die Münsterländische Volkszeitung im Jahre 1922 mit anderen kleinen und mittleren Verlagen aus wirtschaftlichen Gründen zur Zeitungsverlagsgesellschaft Nordwestdeutschland (ZENO, heute Zeitungsgruppe Münsterland, ZGM) zusammen. Fortan lagen Druck und Produktion der Mantelseiten in gemeinsamen Händen.
Während der Zeit des Nationalsozialismus blieb auch der Münsterländischen Volkszeitung das Schicksal vieler anderer Zeitungen in Deutschland nicht erspart. Wegen weltanschaulich nicht konformer Ansichten wurde die Münsterländische Volkszeitung von den Nationalsozialisten zunächst „gleichgeschaltet“ – später dann sogar enteignet. Am 1. Juli 1940 stellte die Münsterländische Volkszeitung ihr Erscheinen ein. Sie erschien fortan unter dem Titel Westfälische Tageszeitung – Münsterländische Volkszeitung als Organ des Gaus Westfalen-Nord der NSDAP.
Wenige Tage nach Ende des Zweiten Weltkrieges gab es in Rheine bereits wieder eine Tageszeitung. Der Verlag Altmeppen wurde mit Vertrieb und Aufnahme von Anzeigen für die von der Militärregierung herausgegebene Neue Westfälische Zeitung beauftragt. An ihre Stelle traten die Westfälischen Nachrichten, für die der Verlag Altmeppen ebenfalls die Vertriebsrechte erhielt. Am 12. November 1949, nach Aufhebung des Lizenzzwanges, erschien dann die Münsterländische Volkszeitung wieder unter ihrem alten Titel.
Im Herbst 2014 übernahm der Verlag Altmeppen vom Medienhaus Lensing das kostenlose Münsteraner Anzeigenblatt Kaufen + Sparen sowie die Emsdettener Volkszeitung.

## Auflage
Die Münsterländische Volkszeitung hat ihre Auflage im Gegensatz zu den meisten deutschen Tageszeitungen in den vergangenen Jahren halten können. Sie beträgt gegenwärtig 14.563 Exemplare. Der Anteil der Abonnements an der verkauften Auflage liegt bei 84,2 Prozent.
| 1998  | 1999  | 2000  | 2001  | 2002  | 2003  | 2004  | 2005  | 2006  | 2007  | 2008  | 2009  | 2010  | 2011  | 2012  | 2013  | 2014  | 2015  | 2016  | 2017  | 2018  | 2019  | 2020  | 2021  | 2022  | 2023 | 2024  |
| ----- | ----- | ----- | ----- | ----- | ----- | ----- | ----- | ----- | ----- | ----- | ----- | ----- | ----- | ----- | ----- | ----- | ----- | ----- | ----- | ----- | ----- | ----- | ----- | ----- | ---- | ----- |
| 18105 | 18059 | 17918 | 17936 | 17814 | 17376 | 17271 | 17201 | 16785 | 17028 | 16703 | 16046 | 15688 | 15341 | 15010 | 18554 | 18016 | 18071 | 17888 | 17605 | 17332 | 17060 | 16980 | 16721 | 16145 |      | 14563 |

1930 erschien die Münsterländische Volkszeitung in einer Auflage von 5.500. Im Jahr 1939 konnte die Westfälische Tageszeitung für das Verbreitungsgebiet Münster bereits eine Auflage von 90.000 verzeichnen.